# Maxim De Cuyper
Maxim De Cuyper, né le 22 décembre 2000 à Knokke-Heist en Belgique, est un footballeur international belge qui joue au poste de défenseur au Brighton & Hove Albion.

## Biographie

### En club
Maxime De Cuyper est un pur produit de l'école des jeunes du Club Bruges KV. En juillet 2019, il fait partie d'un groupe de six joueurs prometteurs qui se joignent au noyau A lors du stage estival de préparation après lequel lui-même et trois de ses coéquipiers, Charles De Ketelaere, Ignace Van der Brempt et Brendan Schoonbaert (nl), sont incorporés au groupe professionnel,. Lors des saisons 2018-2019 et 2019-2020, il représente les U19 du Club en UEFA Youth League et, lors de cette dernière saison, il est nommé capitaine.
Le 20 février 2020, il fait ses débuts officiels en équipe première à l'occasion du seizième de finale aller de Ligue Europa 2019-2020 face à Manchester United : De Cuyper est aligné par Philippe Clément et remplacé par Siebe Schrijvers après 73 minutes,,. Il est à nouveau titulaire pour le match retour, lorsque les Gazelles s'incline 5-0 à Old Trafford.
La saison suivante, il joue principalement avec le Club NXT, l'équipe des espoirs du Club de Bruges, qui est invité à compléter le calendrier de Division 1B, tombée à sept participants à la suite de divers événements, notamment extra-sportifs. En équipe première, ses occasions de jouer se limitent à de brèves entrées en jeu contre Olsa Brakel en Coupe de Belgique et face au Dynamo Kiev en Ligue Europa.
En août 2021, il est prêté pour une saison au KVC Westerlo où il demeure lors de la saison 2022-2023 après la montée du club en D1A et s'impose comme l'un des défenseurs les plus efficaces d'Europe.
Le 5 juillet 2025, Maxim De Cuyper rejoint la Premier League et s'engage pour cinq saisons, jusqu'en juin 2030, avec le Brighton & Hove Albion.

### En sélections nationales

#### Avec les équipes jeunes
Maxim De Cuyper traverse les équipes d'âge belges de manière relativement anonyme, collectant trois sélections avec les moins de 16 ans ainsi qu'une en moins de 19 ans où il est considéré trop frêle et pas encore prêt pour le niveau international par Jacky Mathijssen.
Quatre ans plus tard, ses performances en club avec Westerlo attirent le regard de Mathijssen, entretemps sélectionneur des espoirs belges, qui le convoque une première fois fin septembre 2022 à l'occasion de deux joutes amicales en préparation à l'Euro espoirs 2023. Monté à la mi-temps face aux Pays-Bas, il reçoit ensuite sa première titularisation quelques jours plus tard contre la France.

#### Euro 2024
Le 28 mai 2024, il est retenu parmi les 25 joueurs belges convoqués pour participer à l'Euro 2024 et disputera ainsi son premier tournoi international majeur. Il est titulaire et joue l'entièreté du premier match de préparation des Diables Rouges contre le Monténégro. Le sélectionneur Domenico Tedesco saluera sa performance en fin de rencontre. Lors du second match de préparation contre le Luxembourg, il entre en jeu à la 13e minute de jeu pour remplacer Thomas Meunier blessé et termine la rencontre.

#### Ligue des nations 2024-2025
Maxim De Cuyper inscrit son premier but en sélection lors de la rencontre de Ligue des nations face à l'Italie, le 10 octobre 2024.

## Statistiques

### En club
| Saison                | Club                   | Championnat           | Championnat | Championnat | Championnat | Coupe(s) nationale(s) | Coupe(s) nationale(s) | Coupe(s) nationale(s) | Supercoupe | Supercoupe | Supercoupe | Compétition(s) continentale(s) | Compétition(s) continentale(s) | Compétition(s) continentale(s) | Compétition(s) continentale(s) | Autres compétitions | Autres compétitions | Autres compétitions | Autres compétitions | Total | Total | Total |
| Saison                | Club                   | Division              | M.          | B.          | P.d.        | M.                    | B.                    | P.d.                  | M.         | B.         | P.d.       | Comp.                          | M.                             | B.                             | P.d.                           | Comp.               | M.                  | B.                  | P.d.                | M.    | B.    | P.d.  |
| 2019-2020             | Club Bruges KV         | Division 1A           | 0           | 0           | 0           | -                     | -                     | -                     | -          | -          | -          | C1+C3                          | 0+2                            | 0+0                            | 0+0                            | -                   | -                   | -                   | -                   | 2     | 0     | 0     |
| 2020-2021             | Club Bruges KV         | Division 1A           | 0           | 0           | 0           | 1                     | 0                     | 0                     | -          | -          | -          | C1+C3                          | 0+2                            | 0+0                            | 0+0                            | PO1                 | -                   | -                   | -                   | 3     | 0     | 0     |
| 2021-2022             | Club Bruges KV         | Division 1A           | -           | -           | -           | -                     | -                     | -                     | 0          | 0          | 0          | C1                             | -                              | -                              | -                              | PO1                 | -                   | -                   | -                   | 0     | 0     | 0     |
| 2023-2024             | Club Bruges KV         | Division 1A           | 27          | 2           | 7           | 2                     | 0                     | 0                     | -          | -          | -          | C4                             | 16                             | 2                              | 5                              | PO1                 | 10                  | 1                   | 3                   | 55    | 5     | 15    |
| 2024-2025             | Club Bruges KV         | Division 1A           | 27          | 2           | 5           | 5                     | 0                     | 1                     | -          | -          | -          | C1                             | 12                             | 1                              | 0                              | PO1                 | 10                  | 1                   | 1                   | 54    | 4     | 7     |
| Sous-total            | Sous-total             | Sous-total            | 54          | 4           | 12          | 8                     | 0                     | 1                     | 0          | 0          | 0          | -                              | 32                             | 3                              | 5                              | -                   | 20                  | 2                   | 4                   | 114   | 9     | 22    |
| 2020-2021             | Club NXT               | Division 1B           | 20          | 5           | 3           | -                     | -                     | -                     | -          | -          | -          | -                              | -                              | -                              | -                              | -                   | -                   | -                   | -                   | 20    | 5     | 3     |
| 2021-2022             | KVC Westerlo (prêt)    | Division 1B           | 25          | 6           | 5           | 3                     | 0                     | 0                     | -          | -          | -          | -                              | -                              | -                              | -                              | -                   | -                   | -                   | -                   | 28    | 6     | 5     |
| 2022-2023             | KVC Westerlo (prêt)    | Division 1A           | 33          | 8           | 6           | 1                     | 0                     | 0                     | -          | -          | -          | -                              | -                              | -                              | -                              | PO2                 | 6                   | 1                   | 1                   | 40    | 9     | 7     |
| Sous-total            | Sous-total             | Sous-total            | 58          | 14          | 11          | 4                     | 0                     | 0                     | -          | -          | -          | -                              | -                              | -                              | -                              | -                   | 6                   | 1                   | 1                   | 68    | 15    | 12    |
| 2025-2026             | Brighton & Hove Albion | Premier League        | 1           | 0           | 0           | -                     | -                     | -                     | -          | -          | -          | -                              | -                              | -                              | -                              | -                   | -                   | -                   | -                   | 1     | 0     | 0     |
| Total sur la carrière | Total sur la carrière  | Total sur la carrière | 132         | 23          | 26          | 12                    | 0                     | 1                     | 0          | 0          | 0          | -                              | 32                             | 3                              | 5                              | -                   | 26                  | 3                   | 5                   | 202   | 29    | 37    |

### En sélections nationales
| Saison                | Sélection             | Phases finales        | Phases finales | Phases finales | Phases finales | Éliminatoires CDM | Éliminatoires CDM | Éliminatoires CDM | Éliminatoires EURO | Éliminatoires EURO | Éliminatoires EURO | Ligue des Nations | Ligue des Nations | Ligue des Nations | Matchs amicaux | Matchs amicaux | Matchs amicaux | Total | Total | Total |
| Saison                | Sélection             | Compétition           | M              | B              | Pd             | M                 | B                 | Pd                | M                  | B                  | Pd                 | M                 | B                 | Pd                | M              | B              | Pd             | M     | B     | Pd    |
| --------------------- | --------------------- | --------------------- | -------------- | -------------- | -------------- | ----------------- | ----------------- | ----------------- | ------------------ | ------------------ | ------------------ | ----------------- | ----------------- | ----------------- | -------------- | -------------- | -------------- | ----- | ----- | ----- |
| 2023-2024             | Belgique              | Euro 2024             | 0              | 0              | 0              | -                 | -                 | -                 | -                  | -                  | -                  | -                 | -                 | -                 | 2              | 0              | 0              | 2     | 0     | 0     |
| 2024-2025             | Belgique              | -                     | -              | -              | -              | 2                 | 1                 | 1                 | -                  | -                  | -                  | 6                 | 2                 | 0                 | -              | -              | -              | 8     | 3     | 1     |
| Total sur la carrière | Total sur la carrière | Total sur la carrière | 0              | 0              | 0              | 2                 | 1                 | 1                 | -                  | -                  | -                  | 6                 | 2                 | 0                 | 2              | 0              | 0              | 10    | 3     | 1     |

### Matchs internationaux
| Matchs internationaux de Maxim De Cuyper, | Matchs internationaux de Maxim De Cuyper, | Matchs internationaux de Maxim De Cuyper,              | Matchs internationaux de Maxim De Cuyper, | Matchs internationaux de Maxim De Cuyper, | Matchs internationaux de Maxim De Cuyper, | Matchs internationaux de Maxim De Cuyper, | Matchs internationaux de Maxim De Cuyper,                                 |
| #                                         | Date                                      | Lieu                                                   | Adversaire                                | Résultat                                  | Compétition                               | Club                                      | Notes                                                                     |
| ----------------------------------------- | ----------------------------------------- | ------------------------------------------------------ | ----------------------------------------- | ----------------------------------------- | ----------------------------------------- | ----------------------------------------- | ------------------------------------------------------------------------- |
| 1                                         | 5 juin 2024                               | Stade Roi Baudouin, Bruxelles, Belgique                | Monténégro                                | V 2 - 0                                   | Match amical                              | Club Bruges KV                            | Titulaire.                                                                |
| 2                                         | 8 juin 2024                               | Stade Roi Baudouin, Bruxelles, Belgique                | Luxembourg                                | V 3 - 0                                   | Match amical                              | Club Bruges KV                            | Entre en jeu à la place de Thomas Meunier à la 16e minute de jeu.         |
| 3                                         | 6 septembre 2024                          | Nagyerdei Stadion, Debrecen, Hongrie                   | Israël                                    | V 3 - 1                                   | Ligue des nations 2024-2025               | Club Bruges KV                            | Titulaire, remplacé par Zeno Debast à la 64e minute de jeu.               |
| 4                                         | 10 octobre 2024                           | Stade olympique, Rome, Italie                          | Italie                                    | N 2 - 2                                   | Ligue des nations 2024-2025               | Club Bruges KV                            | Titulaire et buteur.                                                      |
| 5                                         | 14 octobre 2024                           | Stade Roi Baudouin, Bruxelles, Belgique                | France                                    | D 1 - 2                                   | Ligue des nations 2024-2025               | Club Bruges KV                            | Entre en jeu à la place de Timothy Castagne à la 67e minute de jeu.       |
| 6                                         | 14 novembre 2024                          | Stade Roi Baudouin, Bruxelles, Belgique                | Italie                                    | D 0 - 1                                   | Ligue des nations 2024-2025               | Club Bruges KV                            | Titulaire, remplacé par Dodi Lukebakio à la 79e minute de jeu.            |
| 7                                         | 20 mars 2025                              | Stade Enrique-Roca de Murcie, Murcie, Espagne          | Ukraine                                   | D 1 - 3                                   | Ligue des nations 2024-2025               | Club Bruges KV                            | Titulaire, remplacé par Jorthy Mokio à la 88e minute de jeu.              |
| 8                                         | 23 mars 2025                              | Cegeka Arena, Genk, Belgique                           | Ukraine                                   | V 3 - 0                                   | Ligue des nations 2024-2025               | Club Bruges KV                            | Buteur, entre en jeu à la place de Thomas Meunier à la 69e minute de jeu. |
| 9                                         | 6 juin 2025                               | Stade national Toše-Proeski, Skopje, Macédoine du Nord | Macédoine du Nord                         | N 1 - 1                                   | Éliminatoires de la Coupe du monde 2026   | Club Bruges KV                            | Titulaire et buteur, remplacé par Arthur Theate à la 78e minute de jeu.   |
| 10                                        | 9 juin 2025                               | Stade Roi Baudouin, Bruxelles, Belgique                | Pays de Galles                            | V 4 - 3                                   | Éliminatoires de la Coupe du monde 2026   | Club Bruges KV                            | Titulaire, remplacé par Arthur Theate à la 46e minute de jeu.             |

### Buts internationaux
| Buts internationaux de Maxim De Cuyper, | Buts internationaux de Maxim De Cuyper, | Buts internationaux de Maxim De Cuyper,                | Buts internationaux de Maxim De Cuyper, | Buts internationaux de Maxim De Cuyper, | Buts internationaux de Maxim De Cuyper, | Buts internationaux de Maxim De Cuyper, | Buts internationaux de Maxim De Cuyper, | Buts internationaux de Maxim De Cuyper, | Buts internationaux de Maxim De Cuyper, |
| #                                       | Date                                    | Lieu                                                   | Adversaire                              | Résultat                                | Compétition                             | Détail                                  | Détail                                  | Détail                                  | Cape                                    |
| --------------------------------------- | --------------------------------------- | ------------------------------------------------------ | --------------------------------------- | --------------------------------------- | --------------------------------------- | --------------------------------------- | --------------------------------------- | --------------------------------------- | --------------------------------------- |
| 1                                       | 10 octobre 2024                         | Stade olympique, Rome, Italie                          | Italie                                  | N 2 - 2                                 | Ligue des nations 2024-2025             | 42e                                     | du pied gauche                          | 2-1                                     | 4e                                      |
| 2                                       | 23 mars 2025                            | Cegeka Arena, Genk, Belgique                           | Ukraine                                 | V 3 - 0                                 | Ligue des nations 2024-2025             | 70e                                     | du pied gauche                          | 1-0                                     | 8e                                      |
| 3                                       | 6 juin 2025                             | Stade national Toše-Proeski, Skopje, Macédoine du Nord | Macédoine du Nord                       | N 1 - 1                                 | Éliminatoires de la Coupe du monde 2026 | 28e                                     | du pied gauche                          | 0-1                                     | 9e                                      |

## Palmarès

### En club
|  |  | Club Bruges KV - Championnat de Belgique (1) : - Champion : 2024. - Vice-champion : 2025. - Coupe de Belgique (1) : - Vainqueur : 2025. |  | KVC Westerlo - Championnat de Belgique de deuxième division (1) : - Champion : 2022. |